# Škoda VOS
Škoda VOS (чеш. Vládní osobní speciál — «правительственный легковой специальный») — легковой тяжело- и легкобронированный лимузин представительского класса, выпускавшийся малыми сериями в Чехословакии в 1950—1952 гг. (по другим данным — до 1953 г.). Хотя марка указывается как Škoda, в разработке и производстве принимали участие почти все автозаводы тогдашней Чехословакии: конструкция была разработана фирмой AZNP (Automobilové závody národní podnik, чешск.), двигатель и коробка передач изготавливались компанией Praga, шасси и бронекорпус — AZNP, а кузов, интерьер (разработанный при участии Tatra) и окончательная сборка производились компанией Karosa (быв. кузовная фирма Sodomka). Предназначался для узкого круга партийных и государственных руководителей наивысшего ранга как Чехословакии, так и других социалистических стран, а также лидеров ведущих компартий капиталистических стран.

## История разработки
В конце 1948 года генерал Йозеф Павел, тогдашний заместитель министра внутренних дел и командующий пограничной стражей Чехословакии, выражая обеспокоенность ростом напряженности в пограничных районах страны (вследствие перехода власти к КПЧ, второй волны национализации, начала коллективизации, неорганизованного заселения покинутых депортированными судетскими немцами населенных пунктов, роста эмиграции, включая нелегальный переход границы, и антикоммунистического сопротивления, в том числе создание боевых групп, занимавшихся диверсиями и покушениями на партийных, государственных и военных деятелей) выдвинул предложение в короткие сроки разработать и произвести специальный автомобиль для руководства «для поездок исключительно в небезопасных зонах». В качестве исполнителя задания партии была выдвинута компания Škoda, главный конструктор которой, Олдржих Медуна, имел в 30-е годы опыт создания бронеавтомобилей и танков (в частности, легкого танка LT vz.35). Несмотря на то, что Škoda и её шеф-конструктор в то время уже были поглощены задачей разработки 3-тонного армейского грузовика повышенной проходимости (в дальнейшем удачный автомобиль Praga V3S), задание по созданию легкового автомобиля для государственной верхушки было признано не менее значимым.
Первый прототип, созданный через несколько месяцев во внеурочное время, слишком напоминал броневик. К тому времени требования заказчика изменились и звучали примерно следующим образом: автомобиль представительского класса для повседневного использования, который не выглядел бы как бронированный. Предполагалось создание 50 тяжелобронированных и стольких же легкобронированных машин для целей сопровождения, причем по внешнему виду они не должны были отличаться друг от друга.
Медуна принял решение вначале создать бронекорпус, а затем установить его на шасси соответствующей прочности и габаритов, подобрать подходящий двигатель и «обнести» кузовом. Металлургический завод в Кладно создал специальную броню толщиной 5 мм, использовавшуюся на облегченном варианте корпуса в один слой, а на тяжелом — в два со стальной проволочной путанкой между ними с целью искажения траектории полета пули или осколка. Вес самого бронекорпуса показал, что полная масса такого автомобиля может достигать 5 тонн, что выдвинуло особые требования к раме, подвеске, двигателю и колесам машины, которые пришлось решать в спешные сроки. Компактный и мощный на то время бензиновый двигатель вместе с КПП был взят от готовившегося к производству трехтонного армейского грузовика Praga (в дальнейшем завод перешел на дизель разработки Tatra), усиленная рама, подвеска, колеса, шины, система торможения были разработаны специально с использованием лучших доступных, в том числе импортных, материалов. Так, в частности, для шин был закуплен специальный египетский хлопок для производства корда и бразильский натуральный каучук высшего сорта, тормозные накладки были сделаны из голландского материала, многослойные стеклопакеты из закаленного зеркального стекла склеивались новейшим американским прозрачным клеем.
Доведение прототипов до рабочих образцов сопровождалось целым рядом курьезов. Например, для страдающей полнотой супруги президента Чехословакии Клемента Готтвальда Марты двери салона показались слишком узкими, в результате чего пришлось спешно увеличить не только ширину дверей, но даже базу автомобиля (на 100 мм). Жена первого секретаря КПЧ Рудольфа Сланского, находящаяся в состоянии беременности, пожаловалась на чересчур жесткую подвеску (что было неудивительным при такой массе автомобиля), поэтому в пакет рессор добавили два листа, а пружинные сиденья дополнительно заполнили пухом и для обивки использовали более мягкий сорт натуральной кожи. Требования секретности доходили до того, что комиссия Министерства национальной обороны, выступавшая в качестве приемщика, потребовала, чтобы пуленепробиваемые стекла окон двух вариантов по виду не отличались бы друг от друга, несмотря на разницу в толщине (для «тяжелой» версии — 52 мм, для «легкой» — 8 мм) и прозрачности, тем самым заставив производителя стекла слегка затонировать более тонкие образцы. Чтобы толщина стекол не бросалась в глаза в опущенном положении, их можно было открывать не более, чем на 5 см. В жаркую погоду это приводило к серьезному дискомфорту внутри салона, поэтому было принято решение, как минимум, несколько машин оборудовать кондиционерами воздуха, расположенными в багажнике, которые вместе с штатной приемо-передающей радиостанцией занимали весь его объём, и багаж пришлось перевозить в машинах сопровождения.